# Godło Włoch

Godło Włoch

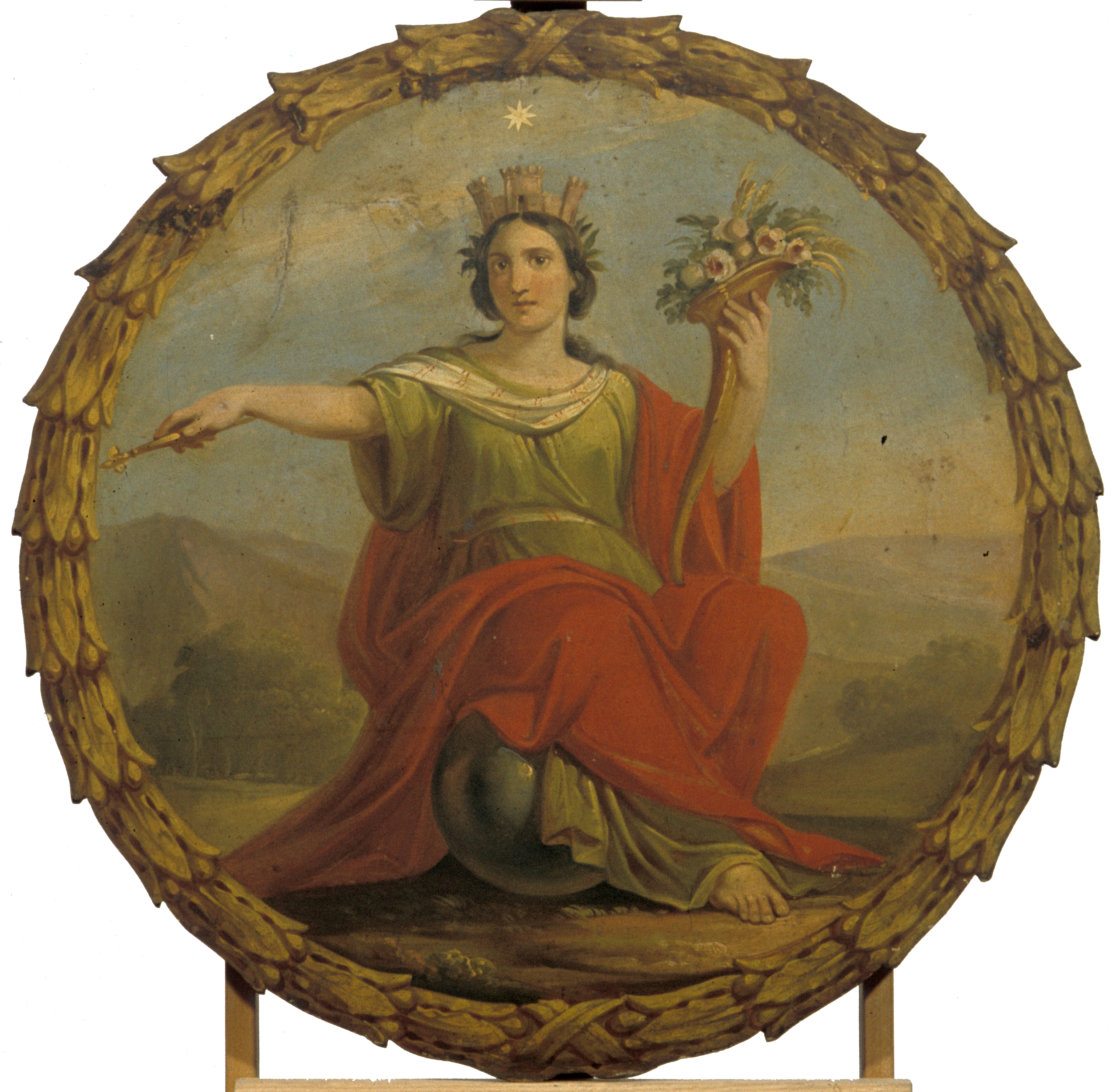
Italia Turrita

Godło Włoch w obecnym kształcie pochodzi z 1948 roku. Biała gwiazda w czerwonym obramowaniu nie nawiązuje do historycznych symboli narodowych. Umieszczono ją na tle koła zębatego, które jest symbolem pracy i postępu; w konstytucji włoskiej zapisano zdanie, że Włochy opierają się na wspólnej pracy. Gwiazdę i koło zębate okala gałązka oliwna i gałązka dębu. Pierwsza symbolizuje pokój oraz południowe Włochy, druga – siłę i północną część Włoch. Na czerwonej wstędze znajduje się biały napis z oficjalną nazwą państwa: Repubblica Italiana.
Włochy podobnie jak Francja, Niemcy czy Wielka Brytania mają swoją alegoryczną personifikację – Italia Turrita, przedstawiającą kobietę w koronie w kształcie muru z wieżami (corona muralis). Często trzyma ona w ręku róg obfitości, symbolizujący dobrobyt.
W latach 1861–1946 godłem państwowym Włoch był herb dynastii sabaudzkiej (w różnych wariantach), który umieszczano również na fladze.

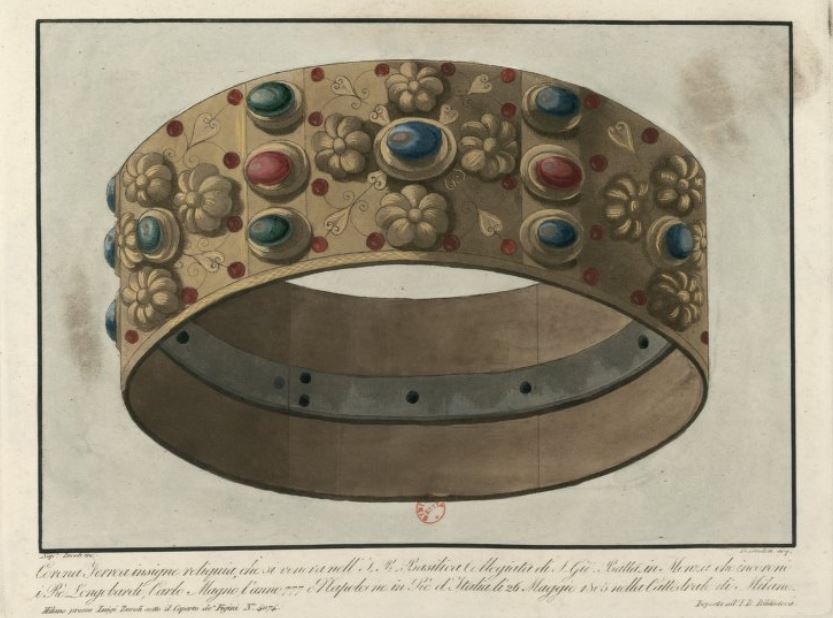
Żelazna Korona - symbol Królestwa Włoch istniejącego w ramach Świętego Cesarstwa Rzymskiego
Herb Republiki Włoskiej (1802–1805)
Herb Królestwa Włoch (1805–1814)
Herb Królestwa Neapolu (1799–1815)
Herb Królestwa Sardynii
Herb Królestwa Sycylii (1130–1816)
Herb Królestwa Lombardzko-Weneckiego
Herb Księstwa Parmy
Herb Księstwa Modeny
Herb Wielkiego Księstwa Toskanii
Herb Państwa Kościelnego
Herb San Marino
Herb Królestwa Obojga Sycylii
Herb Królestwa Sardynii (1831–1833)
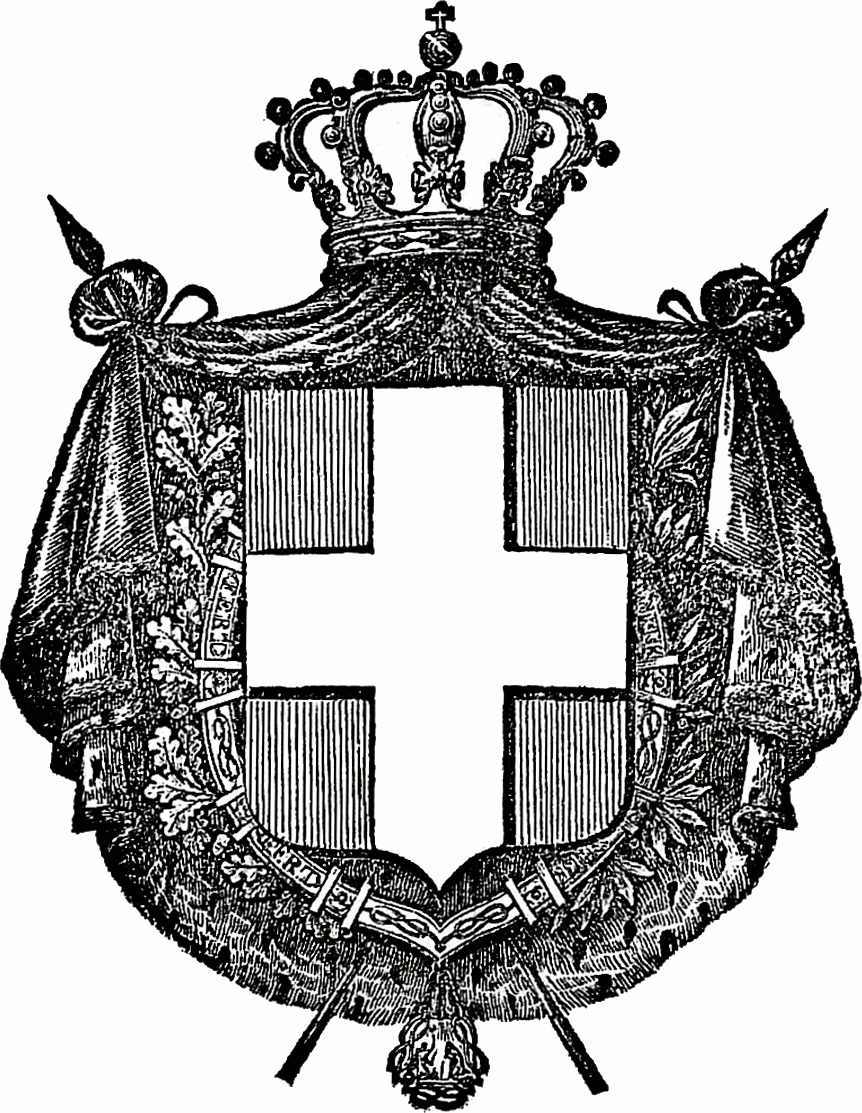
Herb Królestwa Sardynii (1833 – 1.08.1848)
Herb Królestwa Sardynii (1.08.1848 – 28.11.1848)
Herb Królestwa Sardynii (28.11.1848 – 17.03.1861) i Królestwa Włoch (17.03.1861 – 4.05.1870)
Herb Królestwa Włoch (4.05.1870 – 27.11.1890)
Mały Herb Królestwa Włoch (27.11.1890 – 27.03.1927 i 26.10.1944 – 10.10.1946)
Wielki Herb Królestwa Włoch (27.11.1890 – 27.03.1927 i 26.10.1944 – 10.10.1946)
Herb Królestwa Włoch na fladze (17.03.1861 – 10.10.1946)
Mały Herb Królestwa Włoch (27.03.1927 – 11.04.1929)
Średni Herb Królestwa Włoch (27.03.1927 – 11.04.1929)
Wielki Herb Królestwa Włoch (27.03.1927 – 11.04.1929)
Mały Herb Królestwa Włoch (11.04.1929 – 26.10.1944)
Wielki Herb Królestwa Włoch (11.04.1929 – 26.10.1944)
Godło Włoskiej Republiki Socjalnej (1943–1945)
Herb Włoskiej Marynarki Wojennej
Herb Włoskich Wojsk Lądowych
Herb Włoskich Sił Powietrznych
Herb Korpusu Karabinierów